# Penstemon purpusii
Penstemon purpusii är en grobladsväxtart som beskrevs av Townshend Stith Brandegee. Penstemon purpusii ingår i släktet penstemoner, och familjen grobladsväxter. Inga underarter finns listade i Catalogue of Life.